# 福岡芳穂
福岡 芳穂（ふくおか よしほ、1956年 - ）は、日本の映画監督、脚本家、映画プロデューサー、俳優である。

## 経歴
1956年、福岡県に生まれる。早稲田大学在学中より若松プロダクションに参加。若松孝二、高橋伴明に師事する。
1981年、『ビニール本の女 密写全裸』でズームアップ映画祭新人監督賞を受賞する。2010年、京都造形芸術大学映画学科の教授に就任する。2015年、岸部一徳を主演に迎えた監督映画『正しく生きる』が公開される。2021年、京都造形芸術大学映画学科の学生とプロの映画スタッフ、キャストが一丸となり劇場公開映画を製作するプロジェクト「北白川派」の第8弾となる監督映画『CHAIN/チェイン』が公開される。この作品は「5万回切られた男」の異名で知られ、数多くの時代劇で活躍した俳優・福本清三の最後の出演作となった。

## フィルモグラフィー

### 映画
- ビニール本の女 密写全裸（1981年） - 監督
- 連続暴行 犯す（1983年） - 監督
- 偏差値 H倶楽部（1987年） - 製作
- とっておき Virgin Love! 童貞物語3（1989年） - 監督・脚本
- 事件屋稼業（1992年） - 監督
- DAN-GAN 教師（1995年） - 監督・脚色
- 斬り込み（1995年） - 監督
- イカせたい女（1996年） - 監督・脚本
- 大阪好日（1997年） - 監督・脚本
- どケチ ピーやん物語（1997年） - 脚本
- マネージャーの掟（1997年） - 監督・脚本
- Danger de mort ダンジェ 破滅への暴走（1999年） - 監督
- 愛してよ（2005年） - 監督
- ハヴァ、ナイスデー（2006年） - 「ピンポンッ」監督・脚本
- 魂萌え!（2006年） - 出演
- しゃべれども しゃべれども（2007年） - 出演
- カミハテ商店（2012年） - 製作
- 正しく生きる（2015年） - 監督・脚本・製作
- CHAIN/チェイン（2021年）- 監督

### Vシネマ
- 仁義なきイレブン（1993年） - 監督・脚本
- けんか屋 伝説の裏ケンカ師!無敗伝説（1994年） - 監督
- OL博徒 緋牡丹のお龍（1994年） - 監督
- OL博徒 緋牡丹のお龍2（1994年） - 監督
- ピアスの女（1995年） - 製作
- 覗かれた女（1996年） - 製作
- 誘惑な女（1996年） - 監督・製作
- 痴漢白書3（1996年） - 監督・脚本
- 鉄爪（1996年） - 監督
- プリズンホテル（1997年） - 監督
- 湘南武闘派高校伝（1997年） - 監督
- 極道戦国史 不動2（1997年） - 監督
- 極道戦国史 不動3（1998年） - 監督
- 湘南武闘派高校伝 新総番誕生篇（1998年） - 監督
- 密告 マル暴裏捜査（1998年） - 監督
- 俺の空 刑事編（1998年） - 監督
- 俺の空 刑事編 闇の制裁（1998年） - 監督
- 平成残侠伝 狼が斬る!（1998年） - 監督
- 平成残侠伝 獅子が哭く!（1998年） - 監督
- 平成残侠伝 血刃が吼える!（1998年） - 監督
- 平成残侠伝 血闘（1999年） - 監督
- 侠道（2000年） - 監督・脚本
- 侠道2（2000年） - 監督・脚本
- 侠道3（2000年） - 監督・脚本
- 侠道4（2000年） - 監督・脚本
- 侠道5（2001年） - 監督・脚本
- 侠道6 完結篇（2001年） - 監督・脚本
- 女囚K 濡れた過去の女たち（2001年） - 監督・脚本
- エリ 従姉弟関係（2003年） - 監督・脚本

### テレビドラマ
- ふぞろいのイレブン（1993年） - 監督